# Santa Eugènia de Nerellà

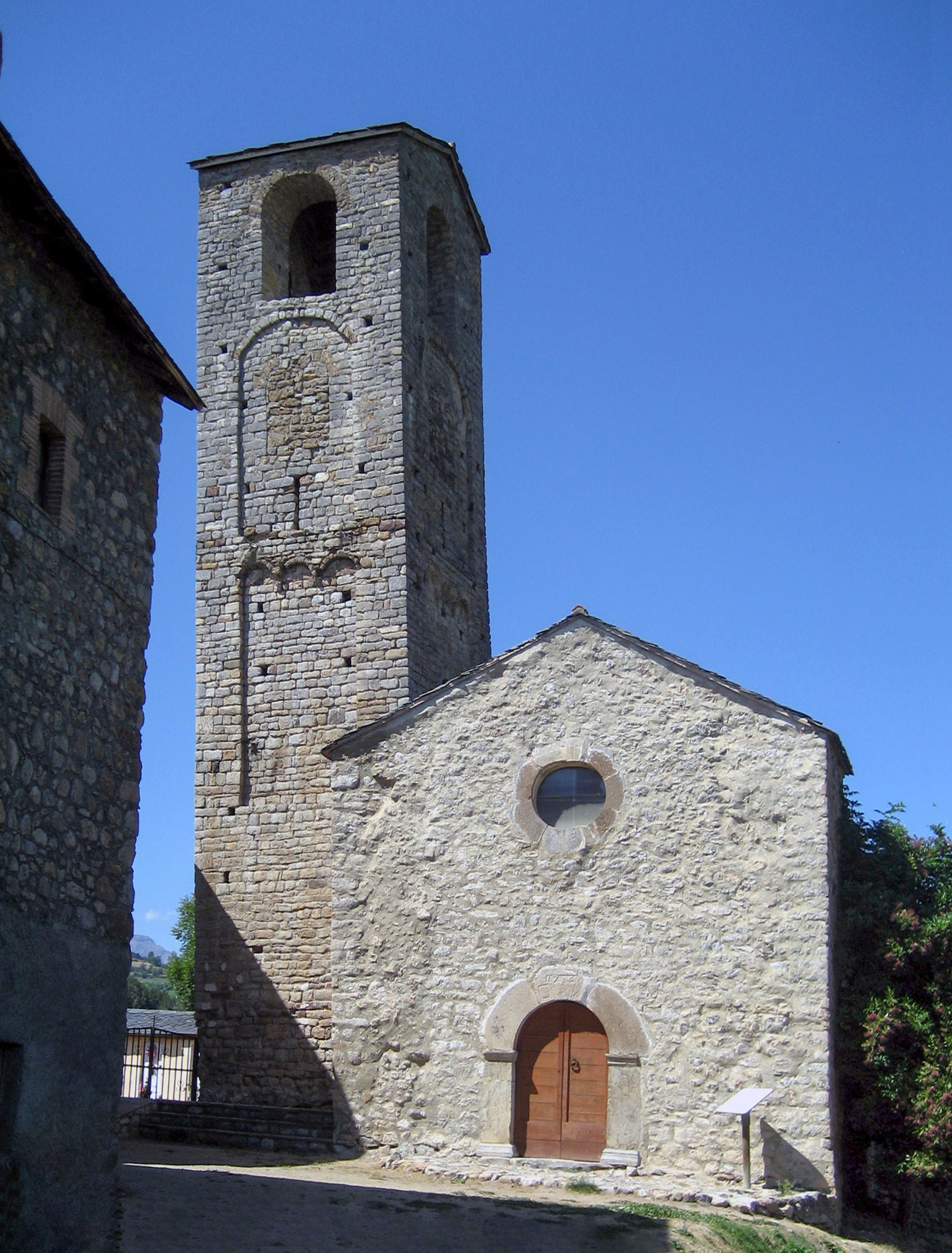
Santa Eugènia de Nerellà

Santa Eugènia de Nerellà – miejscowość w Hiszpanii, w Katalonii, w prowincji Lleida, w comarce Baixa Cerdanya, w gminie Bellver de Cerdanya.
Według danych INE z 2017 roku miejscowość zamieszkiwało 12 osób.